# Mimus triurus
Mimus triurus là một loài chim trong họ Mimidae.